# Alcis coarctata
Alcis coarctata là một loài bướm đêm trong họ Geometridae.